# Willard Van Orman Quine
Willard Van Orman Quine (25. června 1908 Akron, Ohio – 25. prosince 2000 Boston, Massachusetts), někdy též Willard van Orman Quine (s malým „v“), nejčastěji citován jako W. V. Quine byl americký filosof a logik, představitel analytické filosofie a filosofického naturalismu. Quine je zřejmě nejvlivnější americký filosof 20. století, zejména v anglosaském světě.
Quine se proslavil především odmítnutím rozlišování syntetických a analytických výroků, důsledným empirismem a přesvědčením, že filosofie má užívat výhradně metodologii přírodních věd.

## Život a vývoj
Quine studoval filosofii na Harvardově univerzitě u A. N. Whiteheada, kde získal doktorát roku 1932. Kromě Whitheada byl silně ovlivněn Bertrandem Russellem. Ve 30. letech se v Evropě seznámil s polskými logiky (A. Tarskim a dalšími) a členy Vídeňského kroužku okolo R. Carnapa, s nímž roku 1933 diskutoval v Praze. (Prahu navštívil ještě jednou roku 1997 jako host Filosofického ústavu AV ČR.)
Během 2. světové války přednášel v Brazílii (v portugalštině). Poté se vrátil na Harvardovu univerzitu, kde zůstal až do penzionování roku 1978. Činný však zůstal i poté, především jako hostující profesor. Ze dvou manželství měl čtyři děti.

## Myšlení

### Reformulace empirismu
Quine kritizuje a přezkoumává logický empirismus, který poznal ve styku s Vídeňským kruhem, a dospívá k odlišnému pojetí. Ve velmi vlivném článku Dvě dogmata empirismu zpochybňuje smysluplnost rozlišování mezi analytickými výroky (tj. takovými, kde subjektu není připisováno víc než to, co již je obsaženo v jeho pojmu – např. vraník je černý kůň) a syntetickými výroky (které naopak k subjektu přidávají něco, co v jeho pojmu není, a které popisují empirická fakta – např. v kredenci je struhadlo) a problematizuje samotný pojem analytičnosti; i to, že se Kant, Frege a další neshodli na významu analytičnosti, svědčí dle Quinea pro opuštění uvedeného rozlišování. Pokud v převádění výroků na o sobě zřejmé logické pravdy spoléháme na definice, argumentujeme vlastně kruhem: „Jak zjistíme, že se starý mládenec definuje právě jako neženatý muž?“ Otevřeme-li slovník s lexikografickou definicí, „zapřaháme povoz před koně“, protože i lexikograf je empirický vědec, který registruje smyslově daná fakta. Máme tedy být odkázáni na analýzu jazykového chování (odtud Quineův behaviorismus).
Druhým dogmatem dosavadního empirismu je pak redukcionismus, který těsně souvisí s předchozím problémem: jde o přesvědčení, že výrok izolovaný od ostatních může být potvrzen nebo vyvrácen.
Před „tribunál smyslů“ však dle Quinea nemají přestupovat termíny či výroky, nýbrž celé teorie: „Jednotkou empirického významu je pro mě věda jakožto celek.“ (Tomuto postoji se později dostalo označení konfirmační holismus.)

### Ontologická relativita
Tím se Quine domnívá strhnout hranici mezi metafyzikou a přírodní vědou a dospívá k ontologickému relativismu: fyzikální objekty jsou pak „vhodné zprostředkující členy“, „neredukovatelné postuláty epistemologicky srovnatelné s Homérovými bohy“ – obojí prý vnímáme jako určité kulturní postuláty, které se liší jen tím, nakolik jsou schopny vštípit naší zkušenosti „zvládnutelnou strukturu“.

### Naturalizovaná epistemologie
Epistemologii Quine „naturalizuje“ a chápe ji jako součást psychologie, která je u něj přírodní vědou, opět vycházející ze smyslové zkušenosti (staví se tak mj. proti psychologii gestaltu). Protože každá věda o vnějším světě má být odvozena čistě ze smyslové evidence, nemá si epistemologie nárokovat postavení jakési „metavědy“ či první filosofie. Úkolem filosofie (jak je nastíněno v poslední knize Od stimulu k vědě) je potom zkoumat, „jak se může z nárazů částic a vln na naše smyslové receptory zrodit něco tak grandiózního, jako je naše teorie světa, vyjadřující naše poznání tohoto světa.“ K tomu slouží analýza tzv. pozorovacích vět, „o jejichž pravdivosti budou všichni mluvčí určitého jazyka rozhodovat stejně, budou-li vystaveni stejnému podráždění (stimulu).“

## Působení
Zatímco dosah Quineova díla zejména v analyticky zaměřené filosofii je zásadní, v kontinentální Evropě příliš rozruchu nevzbudil; v českém prostředí pak je téměř neznámý (jedním ze současných badatelů, který se jeho dílem zabývá a překládá je, je Jaroslav Peregrin).
Mezi Quineovy žáky a následovníky patří např. Donald Davidson, Jaakko Hintikka či David Lewis; i v rámci analytické filosofie (v poslední době se v této souvislosti hovoří o post-analytické filosofii) se objevují kritické hlasy, např. Jaegwona Kima či Hilary Putnama.

## Dílo
- 1951 (1940). Mathematical Logic. Harvard Univ. Press. ISBN 0-674-55451-5.
- 1966. Selected Logic Papers. New York: Random House.
- 1970. The Web of Belief. New York: Random House.
- 1980 (1941). Elementary Logic. Harvard Univ. Press. ISBN 0-674-24451-6.
- 1982 (1950). Methods of Logic. Harvard Univ. Press.
- 1980 (1953). From a Logical Point of View. Harvard Univ. Press. ISBN 0-674-32351-3. Obsahuje důležitou stať "Two dogmas of Empiricism."
- 1960. Word and Object. MIT Press; ISBN 0-262-67001-1.
- 1969. Ontological Relativity and Other Essays. Columbia Univ. Press. ISBN 0-231-08357-2. Obsahuje významné kapitoly k ontologickému relativismu, naturalizované epistemologii a teorii přírodních druhů.
- 1969 (1963). Set Theory and Its Logic. Harvard Univ. Press.
- 1986 (1970). The Philosophy of Logic. Harvard Univ. Press.
- 1986. The Time of My Life. Harvard Univ. Press. His autobiography.
- 1987. Quiddities: An Intermittently Philosophical Dictionary. Harvard Univ. Press. ISBN 0-14-012522-1. Humorné, oddechové dílko.
- 1992 (1990). Pursuit of Truth. Harvard Univ. Press. Krátká syntéza Quineova myšlení. ISBN 0-674-73951-5. Česky 1994 (Hledání pravdy).
- 1995. From Stimules to Science. Česky 2002 (Od stimulu k vědě).